# Gestreckte Gesellenprüfung
Die Gestreckte Gesellenprüfung ist eine Form der Leistungsfeststellung beruflicher Handlungskompetenz, die in zwei Teilen erfolgt: Diejenigen Teile der beruflichen Handlungskompetenz, die bereits zu einem früheren Zeitpunkt (als zum Ausbildungsende) abschließend geprüft werden können, werden in einem „Teil 1 der Gesellenprüfung bzw. Abschlussprüfung“ geprüft. Dieses Ergebnis wird prozentual gewichtet und zum Ergebnis aus „Teil 2 der Gesellenprüfung bzw. Abschlussprüfung“ (das ebenfalls gewichtet wird) hinzu addiert.

## Entstehung
Bevor das Berufsbildungsreformgesetz vom 23. März 2005 in Kraft getreten ist, gab es in Deutschland lediglich die klassische Prüfungsstruktur zum Abschluss einer Berufsausbildung (Zwischenprüfung, Abschluss- bzw. Gesellenprüfung). Seitdem wurde jedoch in einigen Ausbildungsberufen die sogenannte „gestreckte Abschluss- bzw. Gesellenprüfung“ als Regelungsoption im Berufsbildungsgesetz (BBiG) und der Handwerksordnung (Gesetz zur Ordnung des Handwerks, HwO) verankert. Mit der gestreckten Prüfungsform fällt die klassische Zwischenprüfung weg.

## Rechtliche Grundlagen
Handwerksordnung
In der Handwerksordnung (Gesetz zur Ordnung des Handwerks; HwO) heißt es nach § 26 Absatz 2 Nr. 2: kann eine Ausbildungsordnung vorsehen, „dass die Gesellenprüfung in zwei zeitlich auseinander fallenden Teilen durchgeführt wird“ (das ist die charakteristische Bezeichnung der gestreckten Prüfungsform).
Darüber hinaus regeln die Bestimmungen der Handwerksordnung über das Prüfungswesen (Vierter Abschnitt, §§ 31 ff.) bereits jetzt etwaige Besonderheiten bei der Durchführung der gestreckten Gesellenprüfung (vgl. § 31 Absatz 1 und 2, § 36 a, § 39 Absatz 2).
Ausbildungsordnung / Erprobungsverordnung
Die gestreckte Prüfungsform wurde durch sogenannte Erprobungsverordnungen für ausgewählte Ausbildungsberufe eingeführt, die die o. g. klassische Prüfungsstruktur der jeweiligen Ausbildungsordnungen aussetzen. Die ersten Erprobungsverordnungen liefen am 31. Juli 2007 aus. Seither wurden sie bis zum 31. Juli 2008 verlängert, weil man sich über Änderungen und Feinheiten noch nicht einig war (hierzu wurden bundesweite Befragungen durchgeführt). Die Ausnahme bildete schon hierbei der Ausbildungsberuf der Kfz-Mechatroniker/in, der Erprobung bereits zum 1. August 2007 in die Regel-Ausbildungsordnung übernommen wurde.
Mit der Veröffentlichung im Bundesgesetzblatt vom 30. Juli 2008 (Ausgabe: BGBl I Nr. 32) zogen dann auch die anderen Berufe nach und haben die gestreckte Prüfungsform zum festen Bestandteil der neuen Regel-Ausbildungsordnungen gemacht.
Prüfungsordnung
Das Verfahren zur Durchführung der gestreckten Gesellenprüfung richtet sich nach der Prüfungsordnung der jeweiligen Handwerkskammer. Bei den folgenden Beispielen ist zu beachten, dass sie sich auf die Mustergesellenprüfungsordnung (im Folgenden oft mit „GPO“ abgekürzt) aufgrund der Empfehlung des Hauptausschusses des Bundesinstituts für Berufsbildung beziehen. Jede Handwerkskammer erlässt jedoch für sich selbst eine individuelle eigene Prüfungsordnung, meist jedoch in Anlehnung an den Bundesvorschlag.

## Rechtliche Charakterisierung
Funktion
Die gestreckte Prüfung zielt in ihrer Gesamtheit und in jedem Teil auf die Prüfung der beruflichen Handlungsfähigkeit ab. Teil 1 der gestreckten Prüfung unterscheidet sich insofern erheblich von einer Zwischenprüfung, die lediglich als Lernstandsfeststellung (ohne unmittelbaren Bezug zum Nachweis der beruflichen Handlungsfähigkeit) dient. Konsequenterweise dürfen Inhalte laut der jeweiligen Ausbildungsordnung, die bereits in Teil 1 der gestreckten Prüfung abgeprüft wurden in Teil 2 nur noch bedingt abgeprüft werden.
Zeitpunkt
Bei der gestreckten Prüfung wird die Gesellenprüfung in zwei zeitlich auseinanderfallende Teile geteilt. Der Zeitpunkt des ersten Teils der Prüfung wird in der Ausbildungsordnung festgelegt. Der zweite Teil findet stets am Ende der Ausbildungszeit statt.
Wiederholbarkeit
Teil 1 der Prüfung ist ein rechtlich unselbständiger Teil der Gesellenprüfung. Er kann daher nicht selbständig angefochten werden. Es besteht keine Möglichkeit für eine eigenständige Wiederholung von Teil 1 vor Ablegen des Teils 2 im Falle mangelhafter oder ungenügender Leistungen.
Bestehen
Da für Teil 1 der Gesellenprüfung in keiner der Erprobungsverordnungen eine Mindestbestehensregelung erlassen wurde, ist eine Wiederholung von Teil 1 vor Ablegen des Teils 2 der Prüfung auch bei mangelhaften oder ungenügenden Leistungen ausgeschlossen. Das Bestehen der Gesamtprüfung kann erst nach Abschluss der Gesamtprüfung festgestellt werden, so dass vor diesem Zeitpunkt auch keine Wiederholungsmöglichkeit für Teil 1 bestehen kann. Wurden in Teil 1 der Gesellenprüfung mindestens ausreichende Leistungen erbracht, ist eine Wiederholung – sofern die „gesamte“ Gesellenprüfung nicht bestanden wurde – nur auf Antrag des Prüflings möglich.
Ein Umkehrschluss kann jedoch nicht gezogen werden, da eine „gesamte Gesellenprüfung“ auch mit einem „ungenügend“ in Teil 1 der Prüfung bestanden werden kann (siehe hierzu § 31 Absatz 1 Satz 3 HwO).
Gewichtung
Nach einem Beschluss des BiBB-Hauptausschusses soll Teil 1 nicht weniger als 20 % und nicht mehr als 40 % am Gesamtergebnis umfassen. Demzufolge soll Teil 2 der Prüfung nicht weniger als 60 % und nicht mehr als 80 % am Gesamtergebnis umfassen.

## Berufe mit gestreckter Prüfungsform
- Anlagenmechaniker
- Automatenfachmann
- Bergbautechnologe
- Bootsbauer
- Chemielaborant
- Elektroniker
- Elektroniker für Automatisierungstechnik
- Elektroniker für Betriebstechnik
- Elektroniker für Energie- und Gebäudetechnik
- Elektroniker für Gebäude- und Infrastruktursysteme
- Elektroniker für Geräte und Systeme
- Elektroniker für Maschinen und Antriebstechnik
- Elektroniker für luftfahrttechnische Systeme
- Erzieher
- Fachkraft für Schutz und Sicherheit
- Feinwerkmechaniker
- Fertigungsmechaniker
- Friseur
- Glas- und Gebäudereiniger
- Holz- und Bautenschützer
- Industriemechaniker
- Karosserie- und Fahrzeugbaumechaniker
- Kaufmann im Einzelhandel
- Kaufmann für Büromanagement
- Kraftfahrzeugmechatroniker (nicht aber Kraftfahrzeugservicemechaniker)
- Konstruktionsmechaniker
- Mechaniker für Karosserieinstandhaltungstechnik
- Mechaniker für Land- und Baumaschinentechnik
- Metallbauer
- Musikfachhändler
- Physiklaborant
- Produktionstechnologe
- Systemelektroniker
- Systeminformatiker
- Technischer Produktdesigner
- Technischer Systemplaner
- Werkzeugmechaniker
- Zerspanungsmechaniker
- Zweiradmechaniker
- Zahntechniker

## Evaluierung
Die gestreckte Prüfungsform wird seit ihrer Einführung hauptsächlich durch das BiBB (Bundesinstitut für Berufsbildung, Bonn) evaluiert. Gründe, die für diese neue Prüfungsstruktur sprechen sollen sind:
- die Motivationssteigerung der Auszubildenden durch eine frühzeitige Leistungsstandkontrolle mit Auswirkungen auf das Ergebnis der Gesellenprüfung (besser Teil 2 der Gesellenprüfung)
- die Entlastung der Ausbildungsbetriebe durch abschließendes Feststellen von Grundkompetenzen ohne erneutes Prüfen am Ende der Ausbildungszeit (Wegfall des „Trainierens“ von Grundfertigkeiten am Ende der Lehrzeit) und
- die Entlastung der Prüfung am Ende der Ausbildungszeit durch Wegfall der Prüfung von Grundkompetenzen

## Zulassung
Gemäß § 36 a der Handwerksordnung (HwO) ist, sofern die Gesellenprüfung in zwei zeitlich auseinanderfallenden Teilen durchgeführt wird, jeweils über die Zulassung gesondert zu entscheiden.
Dies bedeutet, dass in allen Ausbildungsberufen mit „der gestreckten Prüfungsform“ ein Zulassungsverfahren zum Teil I der Gesellenprüfung durchzuführen ist.
Gemäß § 36 a Abs. 2 HwO ist zum Teil I der Gesellenprüfung zuzulassen, wer
- die in der Ausbildungsordnung vorgeschriebene, erforderliche Ausbildungszeit zurückgelegt hat,
- vorgeschriebene schriftliche Ausbildungsnachweise geführt hat
- und wessen Berufsausbildungsverhältnis in die Lehrlingsrolle eingetragen oder aus einem Grund nicht eingetragen ist, den weder der Lehrling noch dessen gesetzlichen Vertreter zu vertreten hat.

Sofern alle Unterlagen vorliegen, hat gemäß § 37 a HwO der Vorsitzende des
Prüfungsausschusses über die Zulassung zu entscheiden. Über eine Nichtzulassung entscheidet der gesamte Prüfungsausschuss.

## Folgen der Nichtteilnahme am ersten Teil der Prüfung

### Entschuldigte Nichtteilnahme
Fehlt der Auszubildende aus einem nachgewiesenen wichtigen Grund beim ersten Teil der Prüfung, so gilt § 23 Abs. 4 in Verbindung mit Absatz 2 GPO (Gesellenprüfungsordnung): Die Prüfung ist grundsätzlich nachzuholen. Sollten bereits einzelne selbständige Prüfungsleistungen erbracht worden sein, werden diese anerkannt, d. h. das erzielte Einzelergebnis wird bei der Bewertung des ersten Teils in seiner Gesamtheit berücksichtigt.
Ein Anspruch auf einen gesonderten Nachholungsprüfungstermin für den ersten Teil besteht weder nach der HwO noch nach der GPO. Das Gesetz geht davon aus, dass bei entschuldigter Nichtteilnahme am ersten Teil der Prüfung, die beiden Prüfungsteile zusammen (jedoch nicht an einem Tag) abgelegt werden (siehe Wiederholung).
Es bleibt der Handwerkskammer oder Innung aber unbenommen, einem Prüfling, der unverschuldet an der Teilnahme am ersten Teil der Prüfung gehindert war, einen früheren Ersatztermin anzubieten, falls ihr dies organisatorisch möglich ist.

### Unentschuldigte Nichtteilnahme
Gem. § 23 Absatz 3 in Verbindung mit Absatz 4 GPO wird die unentschuldigte Nichtteilnahme am ersten Teil der Prüfung durch die Bewertung derselben mit 0 Punkten sanktioniert (bestraft).
Durch die Zulassung zum ersten Teil der Prüfung wird ein Prüfungsrechtsverhältnis begründet. Hieraus ergibt sich insbesondere die Pflicht zur Teilnahme an der Prüfung. Bei der gestreckten Prüfung könnte sich der Prüfling durch die vorsätzliche Nichtteilnahme am ersten Teil unzulässige Vorteile gegenüber den teilnehmenden Prüflingen verschaffen, da er diesen Teil später und damit mit den Fertigkeiten und Kenntnissen eines Ausgelernten absolvieren würde, so die Begründung.
Verstößt der Prüfling unentschuldigt gegen die Teilnahmepflicht, wird er daher so behandelt, als ob er am ersten Teil teilgenommen und dabei ein ungenügendes Ergebnis (= 0 Punkte) erzielt hätte. Die Prüfungsteilnahme wird also fingiert.
Der Prüfling hat dann – beim Vorliegen der übrigen Voraussetzungen – einen Zulassungsanspruch zum zweiten Teil der Prüfung, da die Teilnahme am ersten Teil rechtswirksam fingiert wurde. § 9 Absatz 3 Nr. 2 GPO steht der Zulassung folglich nicht entgegen. Wegen der 0 Punkte aus dem ersten Teil wird er die Gesamtprüfung allerdings allenfalls bei einer hervorragenden Prüfung im zweiten Teil bestehen können.

### Sonderfall
Abbruch der Ausbildung nach Ablegen des ersten Teils der Prüfung und spätere Neuaufnahme der Ausbildung
Mit dem Abbruch der Ausbildung wird das Prüfungsverfahren unterbrochen. Wird die Ausbildung zu einem späteren Zeitpunkt wieder aufgenommen, kann § 23 Absatz 2 analog angewandt werden. Das heißt, die bereits im ersten Teil der Prüfung erbrachten Leistungen können anerkannt werden.

## Wiederholung mit gestreckter Prüfungsform
Gemäß den Erprobungsverordnungen können in den Fällen des § 27 a Abs. 1 und 2 und § 37 Abs. 2 und 3 HwO die beiden Teile der Gesellenprüfung am Ende der Ausbildungszeit zusammen durchgeführt werden. Bei verkürzter Lehrzeit bzw. vorzeitiger Prüfungszulassung ist im Einzelfall zu entscheiden, ob eine Durchführung der gestreckten Prüfungsform noch sinnvoll und organisierbar ist oder ob die Teile 1 und 2 zusammen am Ende der Ausbildungszeit geprüft werden sollen.
Es ist davon auszugehen, dass die gestreckte Prüfungsform in der Regel noch in Frage kommt. Anderenfalls müssen die in den Ausbildungsordnungen für Teil 1 und 2 vorgesehenen Prüfungsleistungen im Rahmen eines Gesamtprüfungstermins erbracht werden. Die Summe der Prüfungshöchstzeiten für Teil 1 und 2 darf dabei nicht überschritten werden. Hier bleibt die Frage offen, wann das sinnvoll ist und wann nicht. Etwa in den Metall-Berufen wird in beiden Fällen ein Prüfungsstück verlangt, welches jedes für sich eine umfassende Vorbereitungszeit in Anspruch nimmt. Ferner muss ein Prüfungsaufgabensatz für die Wiederholungsprüfung des Teils 1 bereitstehen – hierbei kann problematisch sein, dass die Vorlagen eventuell noch nicht mit den bundeseinheitlichen Prüfungsaufgaben abgestimmt sind. Hierzu gibt es noch keine verbindlichen Vorgaben.

## Weitere Prüfungen
- Zwischenprüfung
- Abschlussprüfung
- Gesellenprüfung
- Meisterprüfung

## Abkürzungen
Diese Abkürzungen können im Zusammenhang mit dem Gesellen-/Abschlussprüfungsrecht von Bedeutung sein:
| Kürzel   | Bedeutung                                 | Kurz-Erläuterung |
| -------- | ----------------------------------------- | --- |
| Abs.     | Absatz                                    | Hier: Absatz zwischen Paragraphen (Zeichen = §) in Gesetzen und Verordnungen |
| AP       | Abschlussprüfung                          | Prüfung am Ende der Ausbildungszeit in Berufen nach Berufsbildungsgesetz ohne gestreckte Prüfung |
| APO      | Abschlussprüfungsordnung                  | Gesetzlich gefordertes Instrument der zuständigen Stellen für Durchführungsbestimmungen von Abschlussprüfungen                                                                                             |
| AO       | Ausbildungsordnung                        | Regelt die jeweilige Ausbildung pro Beruf und wird vom Bundesministerium für Wirtschaft und Technologie erlassen (muss im BGBl. veröffentlicht werden)                                                     |
| AV       | Ausbildungsvertrag                        | Vertrag zwischen Ausbildenden (Betrieb) und Auszubildenden zur Durchführung einer anerkannten Berufsausbildung                                                                                             |
| BBiG     | Berufsbildungsgesetz                      | Das Berufsbildungsgesetz regelt in Deutschland die Berufsausbildung (genannt: Duales System), die Berufsausbildungsvorbereitung, die Fortbildung sowie die berufliche Umschulung                           |
| BGBl     | Bundesgesetzblatt                         | Verkündungsblatt der Bundesrepublik Deutschland. Hier werden alle Gesetze veröffentlicht. |
| BiBB     | Bundesinstitut für Berufsbildung          | Das Bundesinstitut für Berufsbildung ist das anerkannte Kompetenzzentrum zur Erforschung und Weiterentwicklung der beruflichen Aus- und Weiterbildung in Deutschland (Gesetzlich durch das BBiG gefordert) |
| BV       | Berufsausbildungsverhältnis               | Aktives Ausbildungsverhältnis in einem anerkannten Ausbildungsberuf |
| DIHK     | Deutscher Industrie- und Handelskammertag | Dachorganisation der deutschen Industrie- und Handelskammern mit Sitz in Berlin |
| DHKT     | Deutscher Handwerkskammertag              | Interessenvereinigung aller deutschen Handwerkskammern mit Sitz in Berlin |
| EO       | Erprobungsverordnung                      | Ergänzende Verordnung zu einer Ausbildungsordnung |
| Hwk      | Handwerkskammer                           | Interessenvertretung des Handwerks. Körperschaft des öffentlichen Rechts |
| HwO      | Handwerksordnung                          | Gesetz zur Ordnung des Handwerks in Deutschland |
| IHK      | Industrie- und Handelskammer              | Interessenvertretung von Industrie, Handel und Dienstleistung. Körperschaft des öffentlichen Rechts |
| i. V. m. | in Verbindung mit                         | Hier: Eine Rechtsvorschrift zusammen mit einer weiteren Rechtsvorschrift ergeben das Resultat |
| Gem.     | Gemäß                                     | Mit Bezug auf; laut... |
| GPA      | Gesellenprüfungsausschuss                 | Hier: Von einer Kammer berufener Ausschuss zur Abnahme von Zwischen-, Abschluss- und Gesellenprüfungen. Ehrenamt.                                                                                          |
| GPO      | Gesellenprüfungsordnung                   | Gesetzlich gefordertes Instrument der zuständigen Stellen für Durchführungsbestimmungen von Gesellenprüfungen                                                                                              |
| GP       | Gesellenprüfung                           | Prüfung am Ende der Ausbildungszeit in Berufen nach Handwerksordnung ohne gestreckte Prüfung |
| ZDH      | Zentralverband des deutschen Handwerks    | Oberstes Gremium des deutschen Handwerks |